# Servi Sulpici Galba (pretor 187 aC)
Servi Sulpici Galba (en llatí Servius Sulpicius Galba) va ser un magistrat romà.
Va ser edil curul el 188 aC, any en què va dedicar dotze escuts daurats al temple d'Hèrcules. A l'any següent va ser pretor urbà (praetor urbanus) i va donar suport a Marc Fulvi Nobílior en la seva petició d'un triomf. El 185 aC va ser candidat al consolat, però no el van escollir.